# Кожевнический проезд
Коже́внический прое́зд — улица в центре Москвы в Замоскворечье между Шлюзовой набережной и Кожевнической улицей.

## История
Назван по прилеганию к Кожевнической улице. До 1954 года — Марковский переулок, по фамилии домовладельца конца XVIII века генерал-поручика Маркова. На плане 1862 года обозначен как Канавный переулок, ибо выходил к Водоотводному каналу, в народе именуемом Канава.

## Описание

Кожевнический проезд, вид на юг (2023)

Кожевнический проезд расположен недалеко от Павелецкого вокзала. Соединяет Шлюзовую набережную и Кожевническую улицу, проходит с севера на юг.

## Здания и сооружения

### По нечётной стороне
- № 1 — до 2008 года здание занимала телекоммуникационная компания «Голден Телеком» (ООО «СЦС Совинтел»).

### По чётной стороне

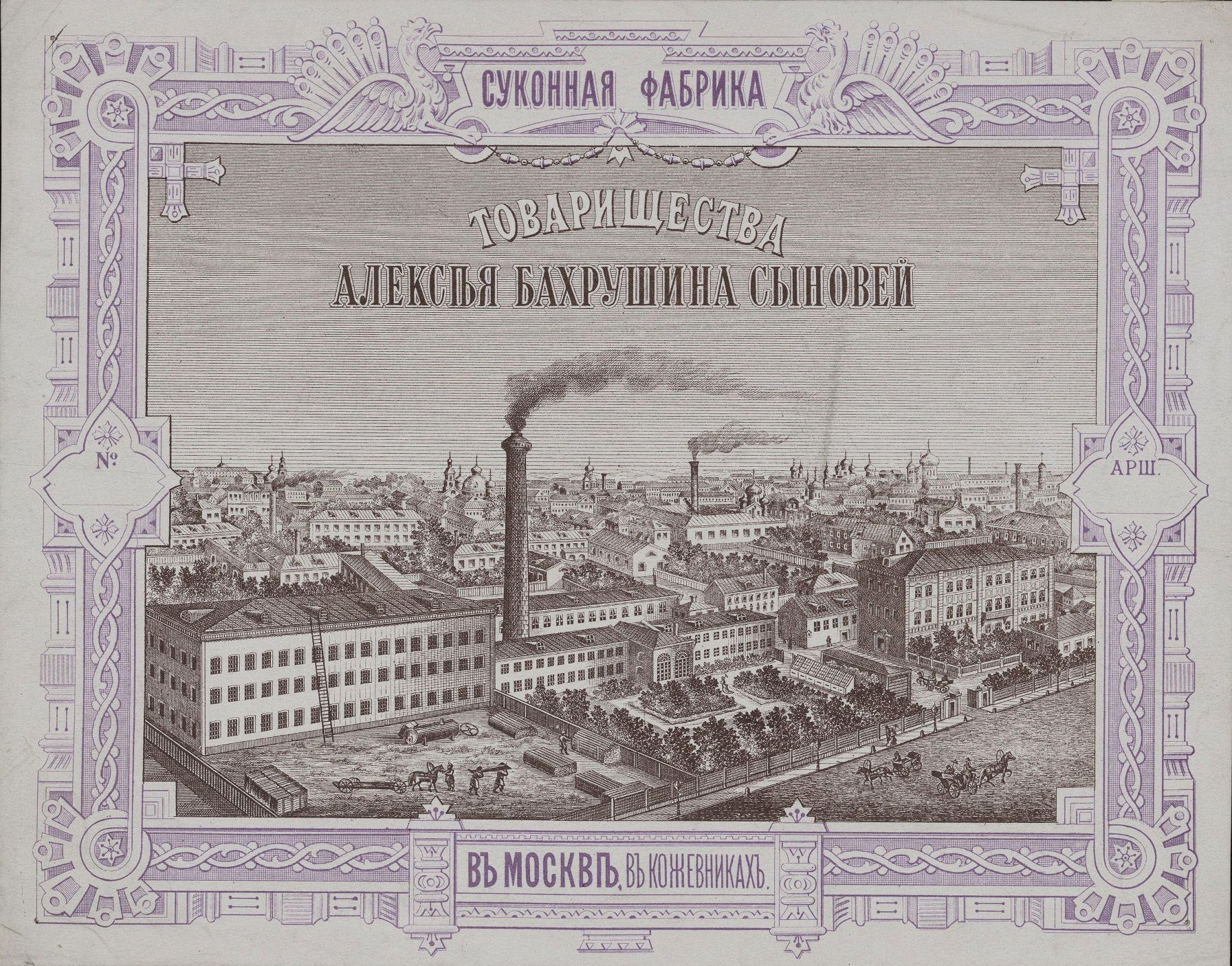
Суконная фабрика Тов-ва Алексея Бахрушина сыновей в Кожевниках. Лит.конца XIX в.

- № 4, строения 1, 2, 4, 5, 8, 9, 10 — корпуса суконной фабрики Бахрушиных. 24 сентября 2014 года т. н. «сносная комиссия» приняла решение о сносе всего ансамбля вместе с фабричной трубой во дворе ради строительства многофункционального жилого комплекса компании «Сатори». В 2015 году фабрику снесли[1][2].